# Мате-Ашер
Мате-Ашер (ивр. מטה אשר‎) — региональный совет на севере Израиля, в горах Западной Галилеи, названный по названию колена Израилева, Ашера (Асира), которое жило в этом районе в древние времена. Административно региональный совет относится к Северному округу Израиля.

## История
Региональный совет был создан в 1982 году путем объединения трех региональных советов — регионального совета Гаатон, регионального совета Нееман и регионального совета Сулам-Цур. Совет занимает площадь около 212 гектар, с населением около 30 тысяч человек. Жители кибуцев составляют около 54 % от общего населения совета, также имеются две деревни национальных меньшинств (бедуинский Араб-аль-Арамше и арабский Шейх-Данун).

## Население
По статистическим данным Центрального статистического бюро Израиля население регионального совета на 2024 год составляет 32 248 человек.

## География
Совет располагается вдоль границы между Израилем и Ливаном и ограничен следующими административными единицами:
- С севера: граница между Израилем и Ливаном и Шломи
- С востока: Региональный совет Маале-Йосеф, региональный совет Мисгав и Кафр-Ясиф
- С юга: Региональный совет Звулун и Крайот
- С запада: Средиземное море, города Нагария, Акко и Крайот